# روفرسهاگن
روفرسهاگن (به آلمانی: Rövershagen) یک شهر در آلمان است که در روشتوک واقع شده‌است. روفرسهاگن ۲٬۴۲۵ نفر جمعیت دارد.